# Ahmad al-Badawi
Pour les articles homonymes, voir Badawi.
Aḥmed al-Badaouī, ou Al-Saïd al-Badaouī ou parfois encore Chaykh al-Badaouī chez les sunnites pratiquant le culte des saints, est un mystique sunnite marocain du XIIIe siècle, fondateur de l’obédience badaouite du soufisme. Originaire de Fez, al-Badaoui s'établit en 1236 en Égypte à Tanta, où la ferveur l'a élevé au rang de « plus grand saint d'Egypte. » Son tombeau est le principal sanctuaire de la région.

## Biographie
Selon plusieurs chroniques médiévales, al-Badaoui serait issu d'une tribu arabe de Syrie. Sunnite convaincu, al-Badaoui se rapprocha très jeune de la confrérie Rifa'iyya (fondée par le mystique chaféite Ahmed ar-Rifa'i), où il fut initié par un maître irakien. Après un pèlerinage à La Mecque, al-Badaoui aurait parcouru l'Irak, et accompli plusieurs karamat (miracles). Finalement, al-Badaoui repartit en Égypte et s'établit dans la ville de Tanta en 1236. Là, selon diverses hagiographies, al-Badaoui aurait réuni quarante disciples autour de lui, « vivant sur les [toitures en] terrasses de la ville » : aussi ces disciples sont-ils désignés localement comme aṣḥāb al-saṭḥ (« ceux qui vivent sur les toits »).
Al-Badaoui est mort à Tanta en 1276, âgé de 76 ans.

## Filiation spirituelle
Comme les autres courants du soufisme, les Badaouites se réclament d'une tradition spirituelle ininterrompue remontant au prophète Mahomet par l'un de ses disciples qui, pour la tradition badaouite, n'est autre qu’Ali.